# Bitwa pod Adrianopolem (1254)
Bitwa pod Adrianopolem (1254) – starcie zbrojne, które miało miejsce pomiędzy Cesarstwem Nicejskim a Bułgarią w 1254 roku. Władca Bułgarii Michał I Asen chciał odbić tereny zabrane mu przez Cesarstwo Nicejskie jednak cesarz nicejski Teodor II Laskarys zaskoczył nieprzygotowanych Bułgarów i Bizantyjczycy odnieśli zwycięstwo.